# Piiparinsaari
Piiparinsaari är en ö i Finland. Den ligger i sjön Immalanjärvi och i kommunen Imatra i den ekonomiska regionen  Imatra ekonomiska region  och landskapet Södra Karelen, i den södra delen av landet, 240 km nordost om huvudstaden Helsingfors. Öns area är omkring 600 kvadratmeter och dess största längd är 30 meter i öst-västlig riktning.